# Ельчевка (верхний приток Чусовой)
Ельчевка — малая река на Среднем Урале, приток Чусовой. Протекает в Свердловской области России, в окрестностях города Дегтярска. Исток реки находится в лесу, в 1,5 км западнее города. От истока Ельчевка течёт на север. Впадает в Волчихинское водохранилище слева в 455 км от устья Чусовой. Длина реки — 12 км, площадь водосбора — 69,3 км². В посёлке Бережок, в 3 км от устья, на реке создан пруд площадью 1 км². Основной приток — река Исток, вытекающая из озера Икбулат.

## Данные водного реестра
По данным государственного водного реестра России, река Ельчевка относится к Камскому бассейновому округу, речной бассейн — Кама, подбассейн — Кама до Куйбышевского водохранилища (без бассейнов рек Белой и Вятки), водохозяйственный участок — Чусовая от города Ревды до в/п посёлка Кын.
Код объекта в государственном водном реестре — 10010100512111100010165